# Монов Микола Олексійович
Микола Олексійович Монов (рос. Николай Алексеевич Монов; нар. 17 січня 1972) — російський та молдовський борець греко-римського стилю, срібний призер чемпіонату світу, чемпіон та срібний призер чемпіонатів Європи, дворазовий срібний та бронзовий призер Кубків світу. Заслужений майстер спорту Росії з греко-римської боротьби.

## Життєпис
Боротьбою почав займатися з 1985 року. Чемпіон Росії (1995). Срібний (1994) і бронзовий (1998) призер чемпіонатів Росії. Срібний призер чемпіонату світу серед військовослужбовців 1997 року.
Виступав за Спортивний клуб армії, Ростов-на-Дону. Тренер — Сергій Буланов.
У збірній команді Росії з 1995 по 2002 рік. Завершив спортивну кар'єру в 2004 році.
Старший тренер юніорської збірної команди Росії.

## Спортивні результати на міжнародних змаганнях

### Виступи на Чемпіонатах світу
| Змагання                        | Збірна | Вагова категорія                 | Місце  |
| ------------------------------- | ------ | -------------------------------- | ------ |
| Чемпіонат світу з боротьби 1997 | Росія  | греко-римська боротьба, до 63 кг | Срібло |
| Чемпіонат світу з боротьби 1998 | Росія  | греко-римська боротьба, до 63 кг | 4      |
| Чемпіонат світу з боротьби 1999 | Росія  | греко-римська боротьба, до 63 кг | 11     |

### Виступи на Чемпіонатах Європи
| Змагання                         | Збірна | Вагова категорія                 | Місце  |
| -------------------------------- | ------ | -------------------------------- | ------ |
| Чемпіонат Європи з боротьби 1997 | Росія  | греко-римська боротьба, до 63 кг | Золото |
| Чемпіонат Європи з боротьби 1998 | Росія  | греко-римська боротьба, до 63 кг | Срібло |

### Виступи на Кубках світу
| Змагання                    | Збірна | Вагова категорія                 | Місце  |
| --------------------------- | ------ | -------------------------------- | ------ |
| Кубок світу з боротьби 1996 | Росія  | греко-римська боротьба, до 62 кг | Срібло |
| Кубок світу з боротьби 1997 | Росія  | греко-римська боротьба, до 63 кг | Срібло |
| Кубок світу з боротьби 2001 | Росія  | греко-римська боротьба, до 63 кг | Бронза |

### Виступи на інших змаганнях
| Змагання                                                        | Збірна  | Вагова категорія                 | Місце  |
| --------------------------------------------------------------- | ------- | -------------------------------- | ------ |
| Ігри Балтійського моря 1993                                     | Росія   | греко-римська боротьба, до 68 кг | Бронза |
| Кубок Вантаа з боротьби 1996                                    | Росія   | греко-римська боротьба, до 62 кг | Бронза |
| Чемпіонат світу з боротьби серед військовослужбовців 1997       | Росія   | греко-римська боротьба, до 63 кг | Срібло |
| Олімпійський кваліфікаційний турнір з боротьби 2000 (Фаенца)    | Росія   | греко-римська боротьба, до 63 кг | Золото |
| Олімпійський кваліфікаційний турнір з боротьби 2000 (Ташкент)   | Росія   | греко-римська боротьба, до 63 кг | Золото |
| Олімпійський кваліфікаційний турнір з боротьби 2004 (Новий Сад) | Молдова | греко-римська боротьба, до 66 кг | 6      |
| Олімпійський кваліфікаційний турнір з боротьби 2004 (Ташкент)   | Молдова | греко-римська боротьба, до 66 кг | 8      |